# Hans Schaüfelein

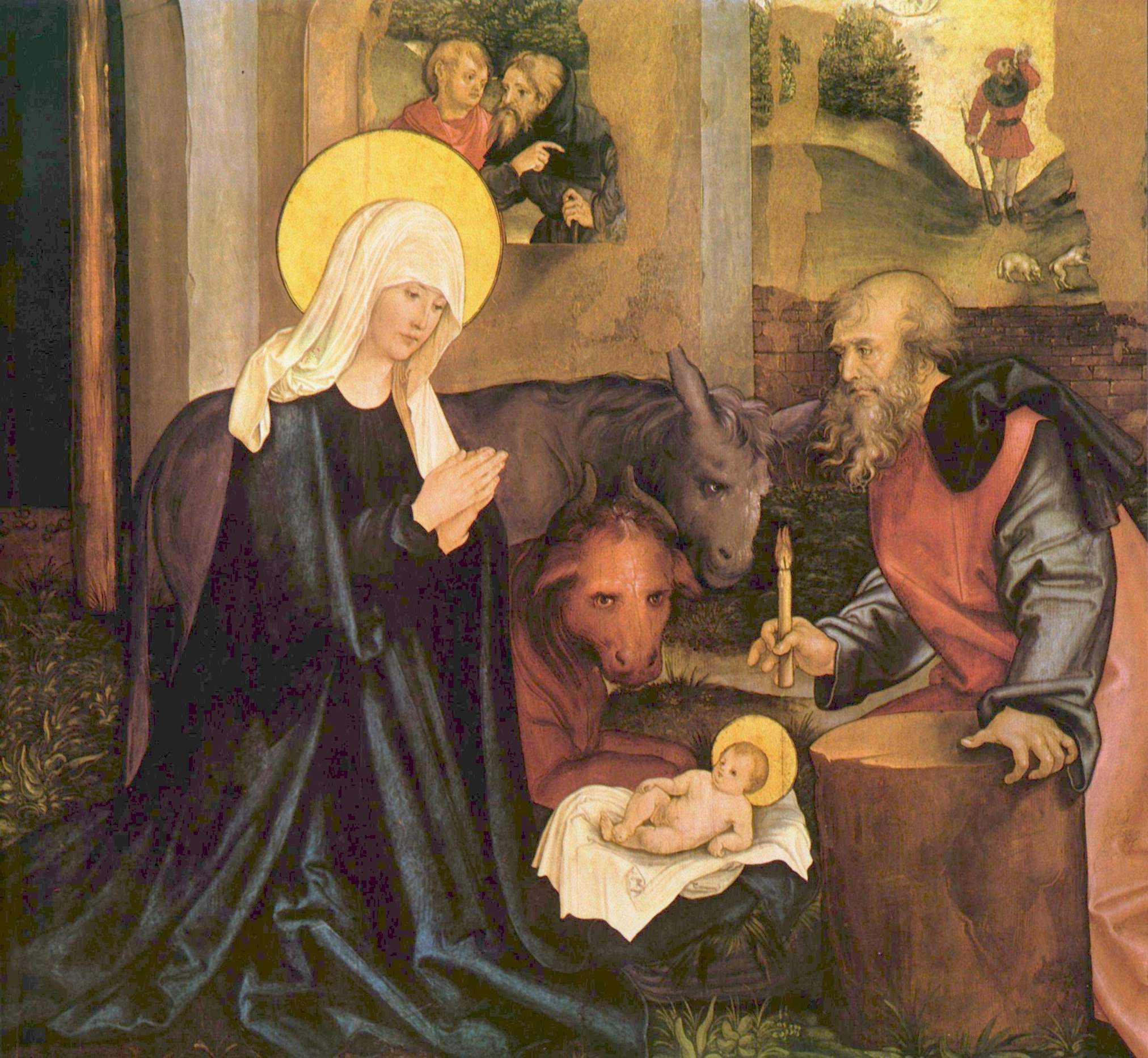
La Adoración del Niño (Kunsthalle de Hamburgo).

Hans Schaüfelein (Núremberg, h. 1480/85 - † Nördlingen, h. 1538/40) fue un pintor y diseñador de grabados alemán. Junto con Hans Baldung Grien, este autor fue el mejor discípulo de Durero, así como uno de los mejores diseñadores de grabados de su época.[cita requerida] Creó más de mil ilustraciones para libros, llegando a trabajar al servicio de Maximiliano I, aunque produjo también diversas pinturas religiosas y retratos.

## Biografía

### Primeros años
Casi nada se sabe de sus orígenes; se supone que nació hacia 1480-85 en la ciudad de Núremberg.
Su ingreso en el taller de Durero se sitúa en 1503 o 1504, como en el caso de Baldung, con quien colaborará. Ambos se emanciparán de su maestro hacia 1507, iniciando entonces carreras divergentes.

### Trabajo
La influencia dureriana es clara en las primeras ilustraciones de Schaüfelein, destinadas a libros religiosos de Ulrich Pinder: “Der beschlossen Gart des Rosenkrantz Mariae” (1505) y “Speculum passionis domini nostri Iesu Christi” (1507). La amplia serie de imágenes para el "Speculum…" (unas 150) fue encargada a Schaüfelein y Baldung, pero se cree que casi todas las diseñó Schaüfelein, pues muchas reseñas sobre dicho libro omiten el nombre de Baldung.
Por esas mismas fechas, Schaüfelein pintó en el taller de Durero el altar de Ober-Sankt Veit, parcialmente basado en diseños del maestro. Hacia 1507 Schaüfelein y Baldung se independizaron de Durero, y Schaüfelein optó por mudarse a Augsburgo, donde tuvo de trabajar temporalmente en el taller de Hans Holbein el Viejo. 
La primera pintura de Schaüfelein fechada es una Crucifixión con Juan Bautista y el rey David, de 1508. El Retrato de hombre que se le asigna ostenta un anagrama falso de Durero con la fecha 1507. Otra efigie masculina (Galería Borghese de Roma) se fecha en 1505, al igual que dos tablas, La Natividad y La Circuncisión, conservadas en Esztergom (Christian Museum). 
Por esos años, Schaüfelein adopta como anagrama sus iniciales HS con una pequeña pala, alusión a su apellido («schaufel» significa «pala» en alemán). Entre 1508-10 se halla trabajando en Austria; consta que pintó las alas de un tríptico con esculturas en Niederlenz.
En 1510, Schaüfelein retorno a Augsburgo, donde emprendería una intensa actividad como ilustrador de libros, diseñador de vidrieras y también, aunque en menor grado, como pintor. Con todo, mantuvo sus lazos con Núremberg, donde consta que pintó retratos y decoró una sala del ayuntamiento. Además, sus últimos grabados se fueron publicando habitualmente en dicha ciudad, aunque ya no residía en ella. Mantuvo su amistad con Durero; de hecho, consta que éste se preocupó de vender estampas de Schaüfelein y Baldung en su periplo por los Países Bajos (1519-1521), cuando ambos ya llevaban muchos años como artistas independientes.
En 1515, Schaüfelein se instala en Nördlingen, donde ostenta el cargo de pintor de la ciudad; entre sus tareas, pinta un mural en la casa consistorial (conservado in situ). De 1516 es la Agonía en el Huerto de la Alte Pinakothek de Múnich. Su actividad es intensa hasta la década de 1530, y se mantiene fiel al estilo dureriano, al contrario que Baldung, que fue conformando un estilo más personal y crispado.
Hacia 1535 creó un naipe, que se considera punto culminante en la producción de cartas de baraja en la Alemania del siglo XVI.

### Muerte
La fecha de defunción de Schaüfelein no se conoce con precisión, aunque se suele situar entre 1538 y 1540; el 11 de noviembre de este último año, su mujer es mencionada ya como viuda. Entre las últimas obras del artista, destacan sus imágenes pintadas a mano en un misal para los condes de Oettingen.